# Bougainville-császárlégykapó
A Bougainville-császárlégykapó (Monarcha erythrostictus) a madarak osztályának verébalakúak rendjébe, és a császárlégykapó-félék családjába tartozó faj.

## Rendszerezése
A fajt Richard Bowdler Sharpe angol ornitológus írta le 1868-ben, a Pomarea nembe Pomarea erythrosticta néven.

## Előfordulása
A Salamon-szigetekhoz tartozó Bougainville szigetén honos. Természetes élőhelyei a szubtrópusi vagy trópusi esőerdők.

## Megjelenése
Testhossza 17–17,5 centiméter.

## Életmódja
Főleg gerinctelenekkel táplálkozik.

## Természetvédelmi helyzete
Az elterjedési területe nem nagy. A Természetvédelmi Világszövetség Vörös listáján nem fenyegetett fajként szerepel.